# Franco Masala
Francesco Maria Masala (Bonorva, 8 settembre 1933 – Sassari, 22 marzo 2006) è stato un politico e manager italiano, già sindaco di Sassari e presidente dell'omonima provincia, era noto col nome di Franco.

## Biografia
Fu esponente del PSDI nella provincia di Sassari, con i Socialdemocratici è stato 8 mesi sindaco di Sassari ma anche assessore oltre che consigliere.
Passato successivamente in Forza Italia, è stato prima all'opposizione capogruppo in Provincia, sconfitto nelle elezioni del 1995 da Pietro Soddu, successivamente ne è diventato presidente sconfiggendo al ballottaggio lo stesso Soddu.
Ultimo presidente prima della scissione della Provincia di Sassari con quella di Olbia-Tempio, alla cessazione del mandato non viene ricandidato alle provinciali del 2005. Muore meno di un anno dopo per un cancro.

Oltre che politico è stato amministratore di diverse aziende del territorio della Nurra quali Sella & Mosca ma successivamente anche della Zedda Piras, della società agricola il Corallo ed è stato occupato anche nel campo dell'informatica con la Krenesiel.
È stato infine anche presidente della Torres (la squadra calcistica di Sassari) e membro del Consiglio di amministrazione del Banco di Sardegna